# Keresztes háború (Csillagkapu)
Ez a szócikk egy Csillagkapu epizódról szól. Ha a történelmi háborúkról a keresztes háborúk című szócikkben olvashatsz.
Magyarországon 2006. augusztus 5-én vetítették.

## Ismertető
| Figyelem: Itt a Csillagkapu 9. évadjának cselekményét vagy a végkifejletet is olvashatod. |

A terhes Vala Mal Doran kapcsolatba lép a Csillagkapu Parancsnoksággal, azzal az ős kommunikációs eszközzel, amit korábban is használt Daniel-el az Avalon című epizódban. Daniel testén keresztül elmondja, hogy mi történt a Hídfőállás című epizód után. Az Ori galaxisban egy ágyban ébredt fel egy ember mellett, aki úgy hitte, hogy az istenek ajándéka. Arról értesült, hogy emberek tucatjai a városból hajókat építenek és gyülekeznek egy Ori invázióra. Mikor Vala megtudta, hogy terhes, gyorsan összeházasodott Tominnal, az emberrel, aki megtalálta. Tomin azt, hitte, hogy a saját gyereke. Bár Vala nem tudta, hogy kié a gyerek, mert nem lépett kapcsolatba senkivel sem, de később kiderült, hogy az „Ori akarata”.
Eközben a Földön Chekov ezredes informálja Landry tábornokot, hogy az Oroszországgal kötött egyezmény pár hét múlva lejár. Ezzel az Egyesült Államok kénytelen lenne visszaadni a kaput Oroszországnak. Oroszország Kína támogatásával teszi meg a lépést.
Vala elmesélte, hogy hitetlenség vádjával három napig étlen-szomjan tartotta Seevis, a helyi ügyintéző. Később Tomin mentette meg őt. Mikor elment megnézni az Ori hajókat, Seevis elmondta, hogy ő a helyi Ori-ellenes mozgalom vezetője. Úgy tervezte, hogy egy szabotázzsal elpusztítja a hajókat és több ezer Ori követőt öl meg.
Landry rájön, hogy az orosz kormány nem akarja igazán visszaszerezni a kaput, csak zsarolni akarja az Egyesült Államok kormányát, hogy adják oda nekik a következő Daedalus-osztályú csatahajót (a harmadikat, a Daedalus és az Oddysey után).
Ezután Seevis szabotázs terve elbukott. Az Ori elküldte Tomint, hogy ölje meg Seevis-t. Tomin megölte, Denyával együtt és elpusztította a kommunikációs eszközt, félbeszakítva Vala beszélgetését a Földdel. Vala meggyőzi Tomint, hogy ő nem volt része az összeesküvésnek és elkíséri őt a keresztes háborúba. A Földön mindent megtesznek, hogy minél előbb megtalálják a szuperkaput és a CSK-1 nyomába ered Merlin fegyverének, ami elpusztíthatja a felemelkedett lényeket.

## Külső hivatkozások
- Epizódismertető a csillagkapu.hu-n
- Stargate Wiki link (angolul)